# Fernand Paul Detaille
 (février 2022).
Si vous disposez d'ouvrages ou d'articles de référence ou si vous connaissez des sites web de qualité traitant du thème abordé ici, merci de compléter l'article en donnant les références utiles à sa vérifiabilité et en les liant à la section « Notes et références ».
Fernand Detaille, né le 5 octobre 1914 à Monaco où il est mort le 9 mai 2010, est un photographe et sculpteur français.

## Biographie
Fernand est le frère cadet de Georges Detaille, photographe monégasque, et le fils de Georges Albert Detaille,. 
Fernand Detaille suit son frère et son père pour apprendre le métier de photographe. Cependant, il garde une certaine liberté pour développer son côté artistique et organiser des expositions dans la galerie d’art de son épouse où il expose ses œuvres et compositions. En 1939, pendant que son frère fait un reportage sur Salvador Dalí, invité par Coco Chanel dans sa villa La Pausa à Roquebrune, il est pris d'admiration pour le peintre. Il s'inspirera de Dali dans l'élaboration de ses compositions et commencera à créer des photomontages en mélangeant ses sculptures en fer forgé et des objets de la vie de tous les jours.[réf. nécessaire]
Le 19 avril 1956, il prend plusieurs photos du mariage de Rainier III avec Grace Kellyavec son frère Georges qui resterons dans l'Histoire de al Principauté.

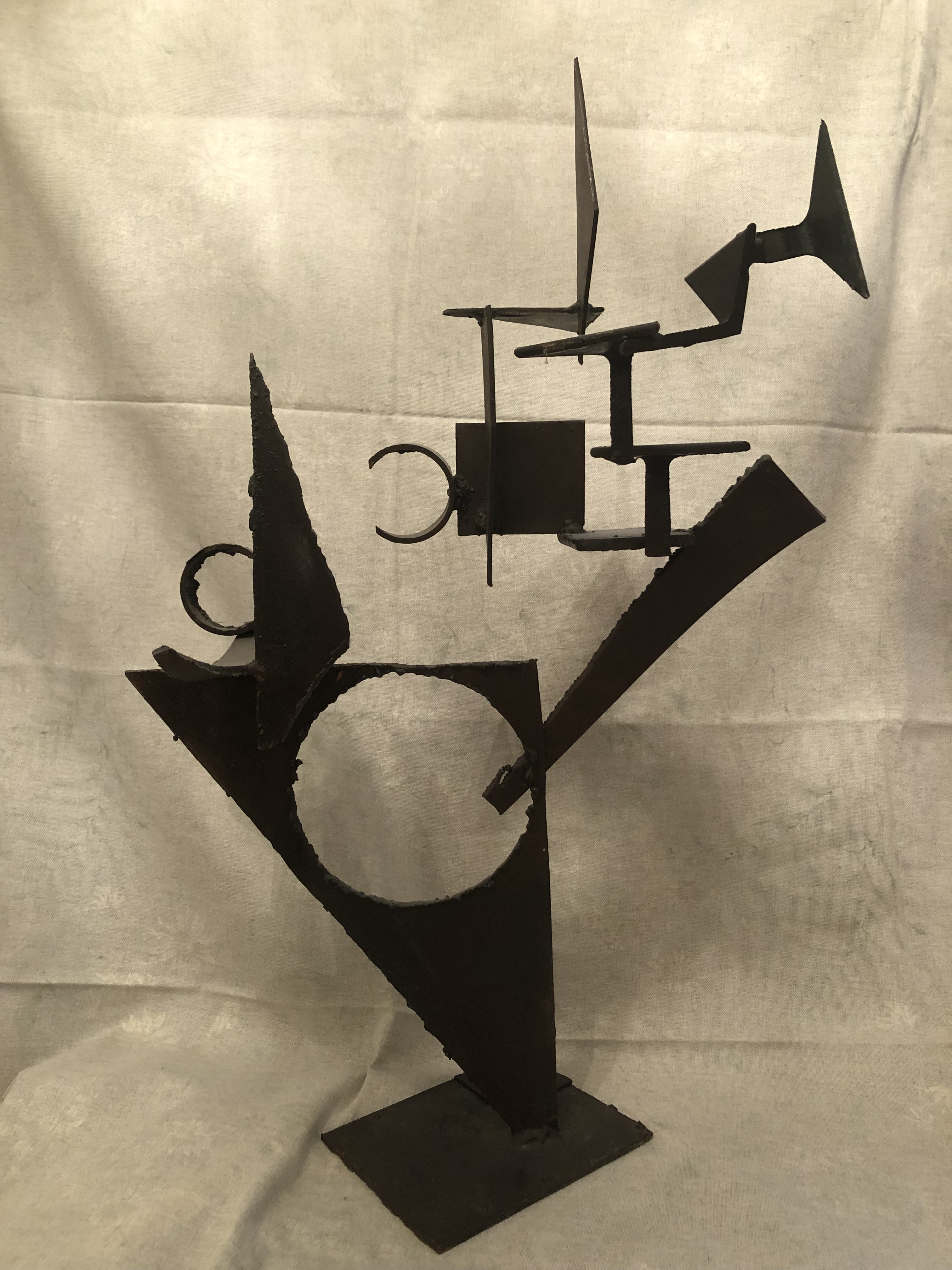
Sculpture Fernand Detaille

### La guerre en Principauté
Peu avant les hostilités de 1940, Fernand trouve sa nouvelle voie. Il rencontre José Costa-Marquet, chargée des Œuvres Sociales à la mairie de Monaco et gérante de la galerie Marigny, sur le boulevard des Moulins. Entrée elle aussi dans la résistance, ils feront partie en 1942 du Groupe d'Art Moderne dont elle sera l'égérie. José Costa-Marquet subit, à son tour, le même sort et est internée dans plusieurs prisons Embrun, Modane et Chambéry. Elle échappe de justesse à la déportation grâce à l’action des Forces françaises de l’intérieur qui font sauter la centrale électrique et les voies ferrées, empêchant ainsi le départ du wagon à bestiaux destiné à Buchenwald dans lequel, avec ses camarades, les S.S. allemands l’avaient enfermée.
Fernand Detaille se trouve dans l'impossibilité de faire la guerre, car il a été réformé à cause des séquelles d'une mastoïdite contractée pendant son enfance, avec surdité de l'oreille gauche et perte de vue. Il ne fut donc pas accepté au service militaire. Il profite de l’occasion pour réaliser des clichés de guerre pendant l'occupation de Monaco. Son frère Georges l'aide dans cette mission pour les prises de plusieurs images qui seront éditées aux éditions Georges Detaille le 31 mars 1945.

### Fin de vie
Fernand Detaille prend sa retraite en 1984 en même temps que son frère en fermant l’atelier situé au 4 boulevard des Moulins à Monaco. Aucun successeur ne prendra la suite des ateliers photographiques Detaille, ce dernier atelier sera ensuite vendu. Il n’a pas eu d’héritier.[réf. nécessaire]
Il décède le 9 mai 2010 à Monaco.
Le fonds photographique Detaille réunissait à l'origine tous les négatifs des trois prédécesseurs Numa Blanc fils (installé à Monaco en 1865), Franz Bucher, Pierre Sanitas. Avec l'apport des Detaille, cette photothèque s'élève à ce jour à plus de 100 000 clichés.[réf. nécessaire]

## Exposition
- 1996: Centre de rencontres internationales de Monaco – Théâtre Princesse Grace-Monaco

## Publications
- Gérard Mulys, Vie des ballets de Monte Carlo (1911-1914), G. Detaille, 1947
- avec Gérard Mulys, Les Ballets de Monte Carlo, Éditions Arc en Ciel, 1954
- avec Denis Torel, Monaco sous les barbelés, Éditions Detaille, 1945; réédition S. et B. Klarsfeld, 1996

### Parutions avec les photos Detaille
- Monaco, Le siècle d'or, BBK éd., 2000  (ISBN 978-2-913-00408-5)
- Tuna Aksoy Köprülü, D'Albert I à Albert II, Epi Sam Eds, 2009  (ISBN 978-2-915-48207-2)
- Jean-Pax Méfret, Les Carabiniers du Prince, éd. du Rocher, 2017
- Pierre Abramovici, Monaco sous l'Occupation, Nouveau Monde éditions, 2015[7]
- Judith Chazin-Bennahum, René Blum and The Ballets Russes: In Search of a Lost Life, Oxford University Press, 2011